# Gens Albucia
La gens Albucia o Albutia era una familia de la Antigua Roma, conocida desde finales del siglo II a. C., hasta el siglo I. La gens pudo haber sido de origen ligur o galo, ya que uno de los individuos mejor conocidos de este nombre era un natural de la ciudad de Novara en la Galia Cisalpina.

## Miembros
- Tito Albucio, un orador y erudito de literatura griega, pretor en Sardinia en 105 a. C.
- Cayo Albucio Silo, un rétor y abogado de Novara; vino a Roma en tiempo de Augusto, practicando allí y en Mediolanum.[1]
- Albucius, un rico médico en Roma durante el siglo I.